# Dolichodipara scutellata
Dolichodipara scutellata är en stekelart som beskrevs av Karl-Johan Hedqvist 1969. Dolichodipara scutellata ingår i släktet Dolichodipara och familjen puppglanssteklar.
Artens utbredningsområde är Namibia. Inga underarter finns listade i Catalogue of Life.